# Debemur MoRTi
Debemur MoRTi er en ep af det franske black metal-band Blut aus Nord, udgivet i januar 2014 for at fejre deres associerede pladeselskab, Debemur Morti Productions' 100. udgivelse.

## Spor
1. "Tetraktys" - 5:57
2. "Lighteater" - 6:10
3. "Bastardiser" (Pitchshifter-cover) - 4:20